# Lothaire Bluteau
Lothaire Bluteau (* 14. dubna 1957 Montréal, Québec, Kanada) je kanadský herec. V roce 1996 hrál Maurice Girodia v životopisném filmu Střelila jsem Andyho Warhola pojednávajícím o feministické spisovatelce Valerii Solanas. Hrál rovněž Marcuse Alverse v třetí sezóně seriálu 24 hodin (2003–2004) a ve čtvrté řadě seriálu Tudorovci. Rovněž hrál ve filmech Bent (1997), Julie na cestě domů (2002) a Zmizení ráje (2006).